# Das Fräulein von Barnhelm
Das Fräulein von Barnhelm ist ein deutscher Spielfilm aus dem Jahre 1940 von Hans Schweikart mit Käthe Gold in der Titelrolle. Ihr zur Seite steht Ewald Balser als Major von Tellheim. Die Geschichte basiert auf dem 1767 veröffentlichten Lustspiel Minna von Barnhelm von Gotthold Ephraim Lessing.

## Handlung
Handlungsrahmen ist der Siebenjährige Krieg (1756–1763). Im Jahr 1761 bezieht der preußische Major von Tellheim in Sachsen mit seinen Truppen sein Winterquartier. Tellheim und sein Freund Hauptmann Marloff kommen im Schloss Bruchsall unter, das von der Nichte eines ausgemachten Preußenfressers, des derzeit abwesenden Grafen Bruchsall, unterhalten wird. Als überzeugte Sächsin ebenfalls in Gegnerschaft zu den Preußen entbrannt, verweigert jene Minna von Barnhelm eine persönliche Begrüßung Tellheims und seiner Leute. Tellheim soll bei den Sachsen Geld eintreiben, das diese aber nicht aufbringen können. Um seiner Forderung Nachdruck zu verleihen, wurde er daraufhin angehalten, mehrere umliegende sächsische Dörfer zu plündern und niederzubrennen. Der Gnadenlosigkeit dieses Befehls bewusst, will Tellheim den Zahlungsunfähigen dadurch helfen, indem er den verlangten Tribut mit 10.000 Talern aus seiner Privatschatulle ausgleicht. Minna erkennt, dass sie sich in dem bislang verachteten Tellheim ganz offensichtlich getäuscht hat und will Abbitte leisten. Dies führt zu einer ganz besonderen Verbindung zwischen diesen beiden eigentlich grundverschiedenen Menschen, aus der schließlich eine tief empfundene Liebe erwächst. Beide verloben sich miteinander, doch dann erhält Major Tellheim eines Tages seinen Abberufungsbefehl.
Als der Krieg zu Ende geht, hat Minna noch immer nichts von ihrem Liebsten gehört und macht sich daher Sorgen. Mit ihrer Bediensteten, Jungfer Franziska, begibt sich die Sächsin nach Berlin, um etwas über den Verbleib des Majors herauszubekommen. Der ist durch seine großzügige Spende in Verdacht geraten, den sächsischen Feind bestochen zu haben, und wurde aus diesem Grund nicht nur unehrenhaft entlassen, sondern auch noch vor ein Kriegsgericht gestellt. Der Einzige, der Tellheims Aussage bestätigen könnte, ist Hauptmann Marloff, doch der lebt nicht mehr. Als Minna und Tellheim sich wieder sehen, ist dieser verarmt und bittet seine Liebste aus diesem Grund in abweisender Manier, ihn zu vergessen. Minna aber ist eine handfeste Frau, die nicht einfach von ihrem Glück und dem ihres Liebsten lassen will. Sie schaltet die sächsische Gesandtschaft in Berlin ein und behauptet Tellheim gegenüber, dass ihr sächsischer Onkel, der auf seinen Besitz heimgekehrte Graf Bruchsall, Nichte Minna wegen ihrer Beziehung zu Tellheim verstoßen habe. Dies erweckt in dem Major den Beschützerinstinkt und ruft neue Lebensgeister hervor. Umso geschockter ist er, als herauskommt, dass Minnas Behauptungen geschwindelt waren, wenn auch aufgrund edler Motive. Rettung naht in Gestalt eines Schreibens von König Georg, das besagt, dass Prinz Heinrichs Aussage Tellheims Version bestätigt. Nun ist aller Kummer vergessen, und das Fräulein von Barnhelm und der wieder in die Armee aufgenommene Major von Tellheim können in den Stand der Ehe treten.

## Produktionsnotizen
Das Fräulein von Barnhelm, die erste Barnhelm-Verfilmung und zugleich die einzige Lessing-Verfilmung im Dritten Reich, entstand zunächst unter den Titeln Das Soldatenglück bzw. Liebe und Soldatenehre ab 9. April bis Ende Mai 1940 in den Bavaria-Filmstudios von Geiselgasteig. Der Film wurde am 18. Oktober 1940 in Wiens Apollo-Kino uraufgeführt, die Berliner Premiere fand vier Tage darauf im Capitol-Kino statt.
Curt Prickler übernahm die Herstellungsleitung. Ludwig Reiber und Rudolf Pfenninger gestalteten die Filmbauten. Maria Pommer-Uhlig entwarf die Kostüme. Paul Grupp assistierte dem Chefkameramann Carl Hoffmann.
Peter Pasetti gab hier mit einer kleinen Rolle eines Offiziers seinen Einstand beim Film.
Der Film kostete etwa 904.000 RM und spielte bis Februar 1942 rund 1.428.000 RM ein. Damit galt Das Fräulein von Barnhelm als moderater Kassenerfolg.

## Kritiken
Der Kritiker der in Breslau erscheinenden Schlesischen Zeitung schrieb: „Es ist war nicht unsere heiß geliebte, in jedem Wort des Dichters glühend bewunderte und verehrte Minna von Barnhelm“, nannte Schweikarts Inszenierung aber dennoch eine „künstlerische Leistung“.
Das Kleine Volksblatt lobte ausdrücklich die Entdeckung der Bühnenkünstler Gold und Balser auch als Leinwandinterpreten und resümierte in einer längeren Betrachtung, es handele sich dabei um „einen der mutigsten und bezauberndsten Filme unserer Tage“.
Das Neue Wiener Tagblatt befand: „Hans Schweikart entfesselte hier eine Bilderfolge, die mit couragiertem Realismus die Zeit des Siebenjährigen Krieges  und etliche seiner Phasen … vor Augen führt. Es ist ungemein lehrreich festzustellen, wie sehr der Film an Wirkung gewinnt, in dem Augenblick, da endlich Lessing sein Recht zugestanden wird.“
Im Lexikon des Internationalen Films heißt es: „Lessings Komödie in einer Filmversion, die aus der Exposition des ersten Aktes den Handlungsfaden zurückspinnt. (…) Das Drehbuch hat die Story verschiedentlich mit markigen preußischen Akzenten ausgestattet und die Figur des Riccaut entsprechend einseitig "weiterentwickelt". Der bis in die Nebenrollen vorzüglich besetzte Film entgeht nicht immer dem Hang zum Historiengemälde, doch behält die komödiantische Note vor allem in der Titelrolle die Oberhand.“